# Siegelshof
Der Siegelshof ist ein Einzelgehöft auf dem Gebiet der Gemeinde Herleshausen im Werra-Meißner-Kreis im Nordosten von Hessen.

## Geographische Lage
Der Siegelshof liegt etwa 2 km nordöstlich von Herleshausen im Naturraum Südliche Ringgauvorberge zwischen den Bergen Kielforst (ca. 446 m) im Osten und Seelenberg (364,9 m) im Westen und befindet sich etwa 450 m westlich der Landesgrenze zu Thüringen. Neben Herleshausen sind die nächstgelegenen Ortschaften Willershausen im Norden und Pferdsdorf im thüringischen Wartburgkreis im Nordosten.

## Geschichte
Der Siegelshof wurde 1368 erstmals als „Segil“, dann 1370 als „Sigilin“ und 1423 als „Segele“ erwähnt. 1419 wurde die Kleinsiedlung noch als Dorf bezeichnet. 1423 gehörte die Feldmark zu fünf Sechsteln dem Kloster Kaufungen und einem Sechstel den Herren von Buttlar. Von 1527 an war der Hof ein Vorwerk des Rittergutes Herleshausen und geriet 1678 in den Besitz der Hessischen Gutsverwaltung.
Bereits 1679 bestand der Siegelhof aus dem heute noch vorhandenen Wohnhaus mit zwei Scheunen. Zum Hof gehörten zehn Acker Land, etwas Garten und zwei Fischteiche. 1742 wurde der Besitz um die Stallungen erweitert. Ein Brand zerstörte 1913 eine Scheune des Hofes, sie wurde wiederaufgebaut. Bis 1966 wurde auf dem Hof eine Schäferei betrieben.
Seit 1971 dient das Wohnhaus des Vierseithofes als Vereinsheim des Herleshäuser Angelvereins, der die beiden Teiche des Hofes bewirtschaftet. Die evangelische Kirchgemeinde Herleshausen hält jährlich an Christi Himmelfahrt einen Gottesdienst auf dem Siegelshof ab.